# Kirk MacDonald
Pour les articles homonymes, voir MacDonald.
Kirk MacDonald est un homme politique canadien, député progressiste-conservateur à l'Assemblée législative du Nouveau-Brunswick de 1999 à 2018.

## Biographie
Kirk MacDonald est membre du Parti progressiste-conservateur du Nouveau-Brunswick. Il est réélu le 18 septembre 2006, lors de la 56e élection générale, pour représenter la circonscription de York-Nord à l'Assemblée législative du Nouveau-Brunswick, dans la 56e législature.
Il est réélu à la 57e législature le 27 septembre 2010, lors de la 57e élection générale.